# Jaime Jarrín
Jaime Jarrín (Cayambe, Ecuador, 10 de diciembre de 1935) es uno de los narradores  oficiales en español de Los Angeles Dodgers y está entre las voces más reconocidas de los cronistas latinos, reconocido como uno de los mejores narradores en español de todos los tiempos gracias a su "experiencia, continuidad, cobertura, lenguaje, popularidad, personalidad y conocimientos."[cita requerida] Jarrín se unió a los Dodgers en 1958 y se convirtió en la primera voz del circuito radial de los Dodgers en español en 1973, tiempo en el cual se ha convertido en el favorito de los habla hispanos en Los Ángeles y demás aficionados al equipo en el resto del mundo. En Estados Unidos se le puede escuchar en Radio y en el segundo canal de audio de las trasmisiones de televisión. 
Tuvo sus inicios en la radio cuando contaba sólo 16 años de edad, en Quito, Ecuador, en una de las mejores estaciones a nivel mundial "La Voz de Los Andes", una emisora cultural ecuatoriana sin igual en el mundo.  En ese tiempo por la década de 1950, “La Voz de los Andes” tenía ochenta locutores, entre ellos Jarrín, que transmitían en diferentes idiomas. En 1955 llegó a Estados, y ya 1958 narraba para los Dodgers, aunque no conocía bien el béisbol. Sin embargo, se hizo un perito del deporte. En 2008, Jaime conocido como “La Voz en español de los Dodgers”, recibió un homenaje muy merecido al iniciar su temporada de Grandes Ligas número 50. Jaime cubrió por más de 20 años la postemporada de béisbol de Grandes Ligas por CBS Radio, Cadena LATINA y ESPN Radio. En los Juegos Olímpicos de Los Ángeles 1984, Jaime fue el director de Prensa de la Radio y TV en español.
Sin embargo, fue en 1981 cuando tuvo un papel importantísimo en la institución como intérprete oficial del famoso lanzador Fernando Valenzuela que Jaime catapultó su carrera mundialmente. En la actualidad Valenzuela lo acompaña en las transmisiones junto con Pepe Yñiguez.

## Premios
- El 26 de julio de 1998 recibió el premio Ford C. Frick del Salón de la Fama del Béisbol.[1]
- El 23 de junio de 2008 se le hizo un reconocimiento previo al juego de ese día por sus 50 años de haber llegado a Estados Unidos.[2]
- El 28 de febrero de 2009 fue honrado con el premio Community Advocate's Award.[3]
- Doctor en Letras Humanas honorario de Cal State Mayo 2022 [4]